# Seznam dílů seriálu Sword Art Online
Toto je seznam dílů anime seriálu Sword Art Online. Japonský animovaný seriál Sword Art Online měl premiéru 8. července 2012. Celkem vzniklo ve třech řadách 96 dílů.

## Přehled řad
| Řada | Díly | Premiéra v Japonsku | Premiéra v Japonsku |
| Řada | Díly | První díl           | Poslední díl        |
| ---- | ---- | ------------------- | ------------------- |
| 1    | 25   | 8. července 2012    | 23. prosince 2012   |
| 2    | 24   | 5. července 2014    | 20. prosince 2014   |
| 3    | 24   | 6. října 2018       | 30. března 2019     |
| 3    | 12   | 12. října 2019      | 29. prosince 2019   |
| 3    | 11   | 11. července 2020   | 19. září 2020       |

## Seznam dílů

### První řada (2012)
Prvních čtrnáct dílů řady adaptuje první příběhový oblouk Aincrad, zbylých jedenáct pak druhý příběhový oblouk Fairy Dance.
| Č. v seriálu | Č. v řadě | Původní název                             | Režie                           | Scénář                          | Premiéra v Japonsku |
| ------------ | --------- | ----------------------------------------- | ------------------------------- | ------------------------------- | ------------------- |
| 1            | 1         | Ken no sekai 剣の世界                     | Tomohiko Itó                    | Jukie Sugawara a Jukito Kizawa  | 8. července 2012    |
| 2            | 2         | Bítá ビーター                             | Jošijuki Fudžiwara              | Munemasa Nakamoto               | 15. července 2012   |
| 3            | 3         | Akahana no tonakai 赤鼻のトナカイ         | Júki Itohafrer                  | Jukie Sugawara                  | 22. července 2012   |
| 4            | 4         | Kuro no kenši 黒の剣士                    | Šinja Watada                    | Jošikazu Mukai                  | 29. července 2012   |
| 5            | 5         | Kennai džiken 圏内事件                    | Jasujuki Fuse                   | Jukito Kizawa                   | 5. srpna 2012       |
| 6            | 6         | Maboroši no fukušú-ša 幻の復讐者          | Kazuma Sató                     | Jukito Kizawa                   | 12. srpna 2012      |
| 7            | 7         | Kokoro no ondo 心の温度                   | Makoto Hošino                   | Jošikazu Mukai                  | 19. srpna 2012      |
| 8            | 8         | Kuro to širo no kenbu 黒と白の剣舞        | Tacumi Fudží                    | Šudži Irijama                   | 26. srpna 2012      |
| 9            | 9         | Seigan no akuma 青眼の悪魔                | Koichi Kikuta                   | Munemasa Nakamoto a Naoki Šódži | 2. září 2012        |
| 10           | 10        | Kurenai no sacui 紅の殺意                 | Hideja Takahaši                 | Jukito Kizawa                   | 9. září 2012        |
| 11           | 11        | Asacuju no šódžo 朝露の少女               | Pjeon-Gang Ho                   | Jukie Sugawara                  | 16. září 2012       |
| 12           | 12        | Jui no kokoro ユイの心                    | Tamaki Nakacu                   | Jukie Sugawara                  | 23. září 2012       |
| 13           | 13        | Naraku no fuči 奈落の淵                   | Takahiro Šikama                 | Joshikazu Mukai                 | 30. září 2012       |
| 14           | 14        | Sekai no šúen 世界の終焉                  | Tomohiko Itó                    | Jukito Kizawa                   | 7. října 2012       |
| 15           | 15        | Kikan 帰還                                | Šigetaka Ikeda                  | Munemasa Nakamoto               | 14. října 2012      |
| 16           | 16        | Jóseitači no kuni 妖精たちの国            | Jasujuki Fuse                   | Jukie Sugawara                  | 21. října 2012      |
| 17           | 17        | Toraware no džoó 囚われの女王             | Jošijuki Fudžiwara              | Jošikazu Mukai                  | 28. října 2012      |
| 18           | 18        | Sekaidžu e 世界樹へ                       | Takajoši Morimija               | Jukito Kizawa                   | 4. listopadu 2012   |
| 19           | 19        | Rugurú kairó ルグルー回廊                 | Pjeon-Gang Ho                   | Šudži Irijama                   | 11. listopadu 2012  |
| 20           | 20        | Móen no šó 猛炎の将                       | Makoto Hošino a Takahiro Šikama | Naoki Šódži                     | 18. listopadu 2012  |
| 21           | 21        | Aruvuheimu no šindžicu アルヴヘイムの真実 | Pjeon-Gang Ho                   | Munemasa Nakamoto               | 25. listopadu 2012  |
| 22           | 22        | Gurando kuesuto グランド・クエスト        | Kazuhisa Ouno                   | Jukito Kizawa                   | 2. prosince 2012    |
| 23           | 23        | Kizuna 絆                                 | Šigetaka Ikeda                  | Jošikazu Mukai                  | 9. prosince 2012    |
| 24           | 24        | Mekki no júša 鍍金の勇者                  | Tomohiko Itó                    | Jukie Sugawara                  | 16. prosince 2012   |
| 25           | 25        | Sekai no šuši 世界の種子                  | Tomohiko Itó                    | Munemasa Nakamoto               | 23. prosince 2012   |

### Druhá řada (2014)
Prvních čtrnáct dílů řady adaptuje třetí příběhový oblouk Phantom Bullet, díly patnáct až osmnáct první vedlejších příběh Calibur a posledních sedm druhý vedlejší příběh Mother's Rosario.
| Č. v seriálu                                       | Č. v řadě | Původní název                                | Režie             | Scénář                             | Premiéra v Japonsku |
| -------------------------------------------------- | --------- | -------------------------------------------- | ----------------- | ---------------------------------- | ------------------- |
| 26                                                 | 1         | Džú no sekai 銃の世界                        | Tomohiko Itó      | Tomohiko Itó                       | 5. července 2014    |
| 27                                                 | 2         | Kóri no sogekišu 氷の狙撃手                  | Šigeki Kawai      | Jukie Sugawara                     | 12. července 2014   |
| 28                                                 | 3         | Senkecu no kioku 鮮血の記憶                  | Hironori Aojagi   | Munemasa Nakamoto                  | 19. července 2014   |
| 29                                                 | 4         | Gangeiru Onrain ガンゲイルオンライン         | Hidetoši Takahaši | Jukie Sugawara                     | 26. července 2014   |
| 30                                                 | 5         | Džú to ken 銃と剣                            | Daisuke Takašima  | Munemasa Nakamoto                  | 2. srpna 2014       |
| 31                                                 | 6         | Kója no kettó 曠野の決闘                     | Šunsuke Mačitani  | Jukito Kizawa                      | 9. srpna 2014       |
| 32                                                 | 7         | Kurenai no kioku 紅の記憶                    | Šú Watanabe       | Jukito Kizawa                      | 16. srpna 2014      |
| 33                                                 | 8         | Baretto obu Bareccu バレット・オブ・バレッツ | Hirokazu Jamada   | Jukie Sugawara                     | 23. srpna 2014      |
| 34                                                 | 9         | Desu Gan デス·ガン                           | Jošihiko Iwata    | Jukie Sugawara                     | 30. srpna 2014      |
| 35                                                 | 10        | Ši no cuigekiša 死の追撃者                   | Makoto Hošino     | Munemasa Nakamoto                  | 6. září 2014        |
| 36                                                 | 11        | Cujosa no imi 強さの意味                     | Daisuke Takašima  | Munemasa Nakamoto                  | 13. září 2014       |
| 37                                                 | 12        | Maboroši no džúdan 幻の銃弾                  | Hiroši Kimura     | Jukito Kizawa                      | 20. září 2014       |
| 38                                                 | 13        | Fantomu Baretto ファントム・バレット         | Šigeki Kawai      | Jukito Kizawa                      | 27. září 2014       |
| 39                                                 | 14        | Čiisana ippo 小さな一歩                      | Tomohiko Itó      | Jukie Sugawara                     | 4. října 2014       |
| 39.5                                               | 14.5      | Debriefing                                   | —                 | —                                  | 11. října 2014      |
| Jedná se o shrnutí předcházejícího děje dílů 1–14. |           |                                              |                   |                                    |                     |
| 40                                                 | 15        | Mizuumi no džoó 湖の女王                     | Šú Watanabe       | Acuši Takajama a Munemasa Nakamoto | 18. října 2014      |
| 41                                                 | 16        | Kjodžin no ó 巨人の王                        | Hidetoši Takahaši | Munemasa Nakamoto a Rjósuke Suzuki | 25. října 2014      |
| 42                                                 | 17        | Ekusukjaribá エクスキャリバー                | Hirokazu Jamada   | Jukie Sugawara                     | 1. listopadu 2014   |
| 43                                                 | 18        | Mori no ie 森の家                            | Kosaja            | Munemasa Nakamoto                  | 8. listopadu 2014   |
| 44                                                 | 19        | Zekken 絶剣                                  | Šigeki Kawai      | Munemasa Nakamoto                  | 15. listopadu 2014  |
| 45                                                 | 20        | Surípingu Naicu スリーピング・ナイツ         | Un Kokusai        | Munemasa Nakamoto a Rjósuke Suzuki | 22. listopadu 2014  |
| 46                                                 | 21        | Kenši no hi 剣士の碑                         | Jasujuki Fuse     | Acuši Takajama a Munemasa Nakamoto | 29. listopadu 2014  |
| 47                                                 | 22        | Tabidži no hate 旅路の果て                   | Jasuto Nišikata   | Jukie Sugawara                     | 6. prosince 2014    |
| 48                                                 | 23        | Jume no hadžimari 夢の始まり                 | Šigeki Kawai      | Jukie Sugawara                     | 13. prosince 2014   |
| 49                                                 | 24        | Mazázu Rozario マザーズ・ロザリオ            | Tomohiko Itó      | Tomohiko Itó                       | 20. prosince 2014   |

### Třetí řada:Alicization(2018–2020)
Díly třetí řady adaptují čtvrtý příběhový oblouk Alicization.

#### První část:Alicization(2018–2019)
První část řady adaptuje první tři části čtvrtého příběhového oblouku: díly jedna až třináct Alicization Beginning, čtrnáct až dvacet Alicization Rising a dvacet jedna až dvacet čtyři Alicization Uniting.
| Č. v seriálu | Č. v řadě | Původní název                               | Režie                                               | Scénář                            | Premiéra v Japonsku |
| ------------ | --------- | ------------------------------------------- | --------------------------------------------------- | --------------------------------- | ------------------- |
| 50           | 1         | Andáwárudo アンダーワールド                 | Manabu Ono a Cujoši Tobita                          | Jukito Kizawa                     | 6. října 2018       |
| 51           | 2         | Akuma no ki 悪魔の樹                        | Takashi Sakuma                                      | Jukito Kizawa                     | 13. října 2018      |
| 52           | 3         | Hate no sanmjaku 果ての山脈                 | Šunsuke Išikawa                                     | Ko Nekota                         | 20. října 2018      |
| 53           | 4         | Tabidači 旅立ち                             | Mičiru Itabisaši                                    | Ko Nekota                         | 27. října 2018      |
| 54           | 5         | Óšan tátoru オーシャン・タートル            | Kódži Kobajaši                                      | Jukito Kizawa                     | 3. listopadu 2018   |
| 55           | 6         | Arišiazéšon Keikaku アリシアゼーション計画  | Hiroki Hirano                                       | Jukito Kizawa                     | 10. listopadu 2018  |
| 56           | 7         | Ken no manabija 剣の学び舎                  | Šunsuke Išikawa                                     | Ko Nekota                         | 17. listopadu 2018  |
| 57           | 8         | Kenši no kjódži 剣士の矜持                  | Šigeki Kawai                                        | Jukito Kizawa                     | 24. listopadu 2018  |
| 58           | 9         | Kizoku no sekimu 貴族の責務                 | Mičiru Itabisaši                                    | Munemasa Nakamoto a Jukito Kizawa | 1. prosince 2018    |
| 59           | 10        | Kinki mokuroku 禁忌目録                     | Šunsuke Nakašige                                    | Munemasa Nakamoto                 | 8. prosince 2018    |
| 60           | 11        | Sentoraru kasedoraru セントラル・カセドラル | Satoši Saga                                         | Munemasa Nakamoto                 | 15. prosince 2018   |
| 61           | 12        | Tošo-šicu no kendža 図書室の賢者            | Cujoši Tobita                                       | Munemasa Nakamoto a Jukito Kizawa | 22. prosince 2018   |
| 62           | 13        | Šihai-ša to čótei-ša 支配者と調停者         | Hiroši Kimura                                       | Munemasa Nakamoto a Jukito Kizawa | 5. ledna 2019       |
| 63           | 14        | Guren no kiši 紅蓮の騎士                    | Šunsuke Išikawa                                     | Munemasa Nakamoto                 | 12. ledna 2019      |
| 64           | 15        | Recudžicu no kiši 烈日の騎士                | Hirotaka Tokuda                                     | Munemasa Nakamoto                 | 19. ledna 2019      |
| 65           | 16        | Kinmokusei no kiši 金木犀の騎士             | Saori Den                                           | Munemasa Nakamoto                 | 26. ledna 2019      |
| 66           | 17        | Kjúsen kjótei 休戦協定                      | Mičiru Itabisaši                                    | Jukito Kizawa                     | 2. února 2019       |
| 67           | 18        | Densecu no eijú 伝説の英雄                  | Ken Takahaši                                        | Jukito Kizawa                     | 9. února 2019       |
| 67.5         | 18.5      | Rikorekušon リコレクション                  | —                                                   | —                                 | 16. února 2019      |
| 68           | 19        | Migime no fúin 右目の封印                   | Šunsuke Išikawa                                     | Jukito Kizawa                     | 23. února 2019      |
| 69           | 20        | Šinsesaizu シンセサイズ                     | Satoši Saga a Takuma Suzuki                         | Jukito Kizawa                     | 2. března 2019      |
| 70           | 21        | San džú ni-banme no kiši 三十二番目の騎士   | Šunsuke Nakašige                                    | Jukito Kizawa                     | 9. března 2019      |
| 71           | 22        | Ken no kjodžin 剣の巨人                     | Hiroši Kimura                                       | Munemasa Nakamoto                 | 16. března 2019     |
| 72           | 23        | Adominisutoréta アドミニストレータ          | Hirotaka Tokuda, Júsuke Marujama a Mičiru Itabisaši | Jukito Kizawa                     | 23. března 2019     |
| 73           | 24        | Boku no eijú ぼくの英雄                     | Takaši Sakuma a Manabu Ono                          | Jukito Kizawa                     | 30. března 2019     |

#### Druhá část:Alicization – War of Underworld(2019)
Druhá část řady adaptuje další tři části čtvrtého příběhového oblouku: díly dvacet pět až dvacet devět Alicization Invading, třicet až třicet čtyři Alicization Exploding a třicet pět až třicet šest Alicization Awakening.
| Č. v seriálu | Č. v řadě | Původní název                       | Režie                          | Scénář            | Premiéra v Japonsku |
| ------------ | --------- | ----------------------------------- | ------------------------------ | ----------------- | ------------------- |
| 73.5         | 24.5      | Rifurekušon リフレクション          | —                              | —                 | 5. října 2019       |
| 74           | 25        | Kita no dži nite 北の地にて         | Takaši Sakuma                  | Munemasa Nakamoto | 12. října 2019      |
| 75           | 26        | Šúgeki 襲撃                         | Takehiro Miura                 | Munemasa Nakamoto | 12. října 2019      |
| 76           | 27        | Saišú fuka džikken 最終負荷実験     | Hiroši Kimura                  | Munemasa Nakamoto | 12. října 2019      |
| 77           | 28        | Dáku teritorí ダークテリトリー      | Naomi Nakajama a Takaši Sakuma | Jukito Kizawa     | 2. listopadu 2019   |
| 78           | 29        | Kaisen zenja 開戦前夜               | Čiku Onoue                     | Jukito Kizawa     | 9. listopadu 2019   |
| 79           | 30        | Kiši-tači no tatakai 騎士たちの戦い | Takuma Suzuki                  | Jukito Kizawa     | 16. listopadu 2019  |
| 80           | 31        | Šikkaku-ša no rakuin 失格者の烙印   | Hideja Itó                     | Kohei Urušibara   | 23. listopadu 2019  |
| 81           | 32        | Či to inoči 血と命                  | Šunsuke Nakašige               | Munemasa Nakamoto | 30. listopadu 2019  |
| 82           | 33        | Ken to ken 剣と拳                   | Hiroši Kimura                  | Kohei Urušibara   | 7. prosince 2019    |
| 83           | 34        | Sósei šin Suteišia 創世神ステイシア | Takaši Sakuma                  | Kohei Urušibara   | 14. prosince 2019   |
| 84           | 35        | Hidžó no sentaku 非情の選択         | Akira Jamada                   | Munemasa Nakamoto | 21. prosince 2019   |
| 85           | 36        | Hitosudži no hikari 一筋の光        | Kendži Seto a Šunsuke Nakašige | Munemasa Nakamoto | 28. prosince 2019   |

#### Třetí část:Alicization – War of Underworld(2020)
Třetí část řady, od dílu třicet sedm, pokračuje v adaptaci čtvrtého příběhového oblouku, a to přesněji část Alicization Awakening. Posledních šest dílů, tedy díly čtyřicet dva až sedm, adaptují finální část příběhového oblouku s názvem Alicization Lasting.
| Č. v seriálu | Č. v řadě | Původní název                          | Režie            | Scénář            | Premiéra v Japonsku |
| ------------ | --------- | -------------------------------------- | ---------------- | ----------------- | ------------------- |
| 85.5         | 36.5      | Reminisensu レミニセンス)              | —                | —                 | 4. července 2020    |
| 86           | 37        | Andáwárudo taisen アンダーワールド大戦 | Manabu Ono       | Kohei Urušibara   | 11. července 2020   |
| 87           | 38        | Mugen no hate 無限の果て               | Tóru Hamasaki    | Kohei Urušibara   | 18. července 2020   |
| 88           | 39        | Sendó 扇動                             | Takehiro Miura   | Munemasa Nakamoto | 25. července 2020   |
| 89           | 40        | Kódo hači nana iči コード８７１        | Takaši Sakuma    | Kohei Urušibara   | 1. srpna 2020       |
| 90           | 41        | Akuma no ko 悪魔の子                   | Akira Jamada     | Munemasa Nakamoto | 8. srpna 2020       |
| 91           | 42        | Kioku 記憶                             | Júja Horiuči     | Munemasa Nakamoto | 15. srpna 2020      |
| 92           | 43        | Kakusei 覚醒                           | Šunsuke Nakašige | Kohei Urušibara   | 22. srpna 2020      |
| 93           | 44        | Jozora no ken 夜空の剣                 | Masakazu Kohara  | Munemasa Nakamoto | 29. srpna 2020      |
| 94           | 45        | Toki no kanata 時の彼方                | Tomoja Tanaka    | Munemasa Nakamoto | 5. září 2020        |
| 95           | 46        | Arisu アリス                           | Akira Jamada     | Munemasa Nakamoto | 12. září 2020       |
| 96           | 47        | Njú Wárudo ニューワールド              | Takaši Sakuma    | Munemasa Nakamoto | 19. září 2020       |